# Kurt Heinrich (Fußballspieler)
Kurt Heinrich (Lebensdaten unbekannt) war ein deutscher Fußballspieler.

## Karriere
Heinrich gehörte dem Berliner TuFC Union 92 an, für den er in der Saison 1904/05 in der vom Verband Berliner Ballspielvereine durchgeführten Berliner Meisterschaft zum Einsatz kam und diese auch gewann. Infolgedessen war seine Mannschaft für die Endrunde um die Deutsche Meisterschaft berechtigt. Er bestritt sowohl das am 14. Mai 1905 in Magdeburg mit 4:1 gegen den FuCC Eintracht 1895 Braunschweig gewonnene Viertelfinale als auch das am 4. Juni 1905 in Leipzig mit 5:2 gegen den Dresdner SC gewonnene Halbfinale. Auch im Finale am 11. Juni in Köln wirkte er als Mittelfeldspieler mit, als seine Mannschaft die des Karlsruher FV durch Tore von Alfred Wagenseil und Paul Herzog mit 2:0 besiegte.

## Erfolge
- Berliner Meister 1905
- Deutscher Meister 1905